# Nana Akufo-Addo
Nana Akufo-Addo (Acra, 29 de março de 1944) é um político ganês, presidente do Gana entre 2017 e 2025. Anteriormente, foi procurador-geral de 2001 a 2003 e como ministro de Relações Exteriores de 2003 a 2007, sob a administração liderada pelo presidente John Kufuor.

## Tentativas nas eleições presidenciais (2008-2016)
Nana Addo concorreu pela primeira vez à presidência em 2008 e novamente em 2012, ambas como candidato do Novo Partido Patriótico (NPP), mas foi derrotado em ambas as ocasiões pelos candidatos do Congresso Nacional Democrata: John Atta Mills em 2008 e John Dramani Mahama em 2012, após a morte de Mills. Ele foi escolhido como o candidato presidencial do Novo Partido Patriótico pela terceira vez para as eleições gerais de 2016 e, desta vez, ele conseguiu derrotar o presidente titular John Dramani Mahama. na primeira rodada (vencendo com 53,85% dos votos), que marcou a primeira vez em uma eleição presidencial ganense que um candidato da oposição conquistou a maioria absoluta no primeiro turno.

### Candidatura a reeleição (2020)
Em 4 de dezembro de 2019 Akufo-Addo anunciou a sua candidatura à reeleição em 2020; enfrentou o ex-presidente John Dramani Mahama, sendo a terceira vez que Akufo-Addo e Mahama se enfrentam nas eleições: a primeira foi em 2012, vitória de Mahama e a segunda foi em 2016, vitória de Akufo-Addo.
Em 9 de dezembro de 2020, a Comissão Eleitoral de Gana declarou Akufo-Addo reeleito com 51,49% dos votos, frente a 47,36% do segundo colocado, Mahama.
A 18 de julho de 2023, foi agraciado com o grau de Grande-Colar da Ordem do Infante D. Henrique, de Portugal.